# 84882 Тейбл Маунтін
84882 Тейбл Маунтін (84882 Table Mountain) — астероїд головного поясу, відкритий 1 лютого 2003 року.
Тіссеранів параметр щодо Юпітера — 3,296.